# Mészáros György (kajakozó)
Mészáros György (Budapest, 1933. április 30. – Budapest, 2015. szeptember 14.) világbajnok, kétszeres Európa-bajnok és kétszeres olimpiai ezüstérmes kajakozó.

## Élete
1947 őszén, ikertestvérével együtt kezdett el kajakozni a Budapesti Előre Sport Clubban, majd a Ferencváros versenyzője lett. Közel 25 évig tartó pályafutása alatt világ-, és Európa-bajnoki címeket szerzett, többszörös magyar bajnok volt. Az 1960-as római olimpián két ezüstérmet szerzett. Budapesten, 2015. szeptember 14-én hunyt el.